# 東京都現代美術館
東京都現代美術館（とうきょうとげんだいびじゅつかん）は、東京都江東区三好四丁目にある、現代美術専門の公立美術館。指定管理者制度により、東京都歴史文化財団グループ(公益財団法人東京都歴史文化財団、鹿島建物総合管理株式会社、アサヒビール株式会社の共同事業体)が管理・運営している。施設の大規模改修工事のため、2016年5月30日から2019年3月28日まで休館していたが、翌29日からリニューアルオープンした。

## 概要
東京都立木場公園の北辺に、1995年（平成7年）3月に開館した。現代美術の紹介と国際的な視野での企画の実現を目指しており、東京都美術館 (台東区上野公園)が収集してきた現代美術コレクションを中心に、日本の戦後美術を概観できる日本国内でも優れたコレクションを持つ。
延床面積 33,515 m2 という日本最大の美術館建築（分館を含めた場合日本2位）で、広いスペースを誇る常設展示室は1階と3階の計10室ある。1階展示室では第二次世界大戦後まもない頃の不安と混沌を反映した時代から、1970年代まで約30年間の美術の流れが一通りたどれるようになっている。3階展示室では、現存作家の作品を中心に、現代美術のさまざまな傾向を見ることができる。企画展示室には、巨大化する傾向のある現代美術作品が展示可能な、広大な吹き抜け空間が準備されている。
なお、トーキョーアーツアンドスペースの運営事務局も同館内に置かれている。

## 主な収蔵作品
- アンディ・ウォーホル 『マリリン・モンロー』 Marilyn Monroe （版画、1967年）
- ロイ・リキテンスタイン 『ヘア・リボンの少女』 Girl with Hair Ribbon （油彩画、1965年）
- 上田薫 『なま玉子 B』（油彩、アクリル画、1976年）
- 吉岡徳仁 『Honey-pop』(2001年)
- 吉岡徳仁 『Water Block』(2002年)

## 建築概要

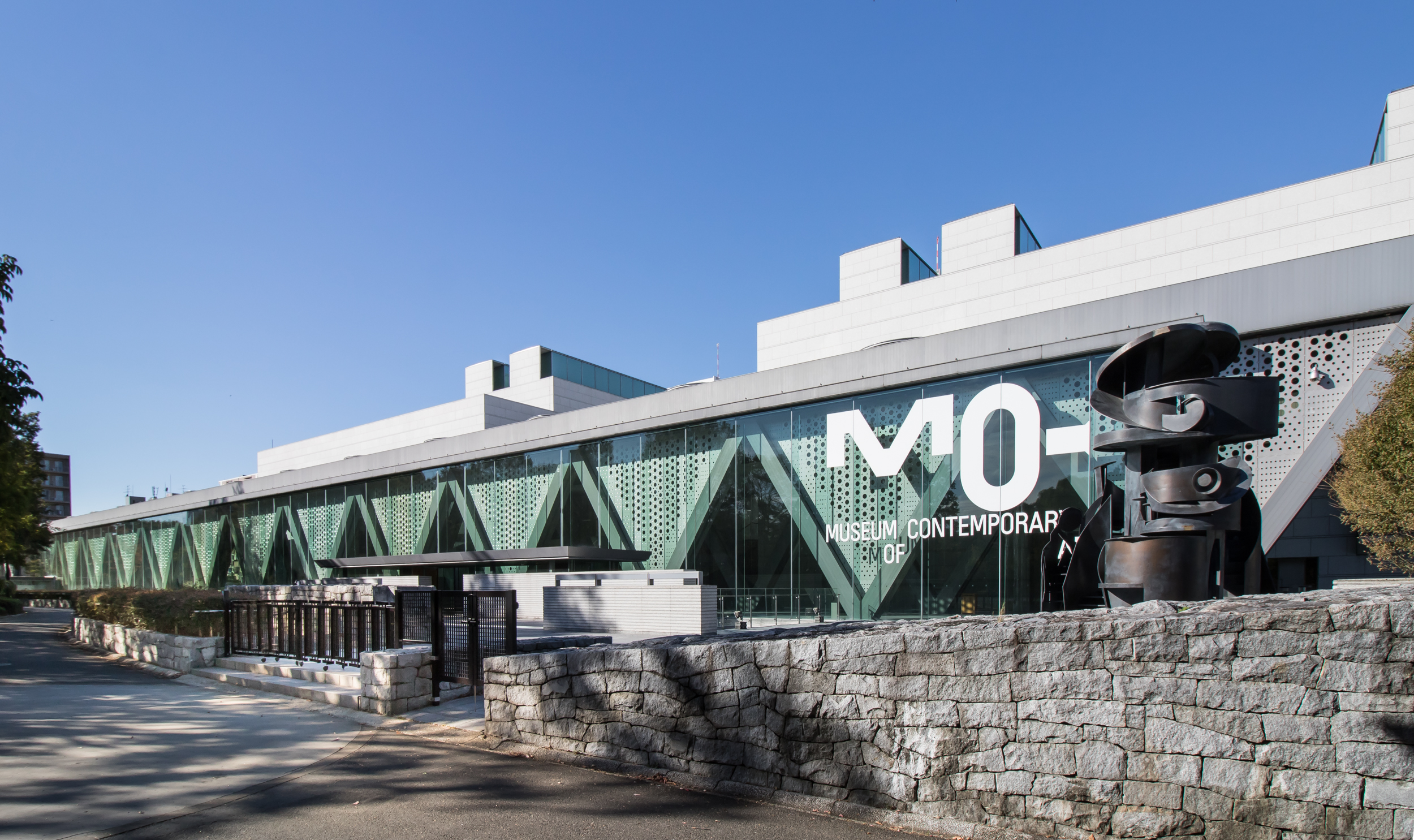
南側全景

柳澤孝彦（TAK）の設計。CIデザインは仲條正義。
- 設立 ― 1995年
- 竣工 ― 1994年
- 設計 ― 柳澤孝彦+TAK建築・都市計画研究所
- 主要構造 ―　鉄骨鉄筋コンクリート構造
- 延床面積 ― 33,515 m2
- 階数 ―　地上3階・地下3階
- 常設展示室 ―　約 3,000 m2（2層）
- 企画展示室 ―　約 4,000 m2（3層）
- 収蔵庫 ―　約 3,100 m2
- 美術情報センター ―　約 2,600 m2
- 所在地 ― 東京都江東区三好四丁目1番1号

## 交通アクセス
- 東京メトロ東西線木場駅より徒歩15分
- 都営地下鉄新宿線菊川駅より徒歩15分
- 都営地下鉄大江戸線・東京メトロ半蔵門線清澄白河駅から徒歩13分
- 都営バス「東京都現代美術館前」停留所下車すぐ
  - とうきょうスカイツリー駅・本所吾妻橋駅・菊川駅・木場駅・豊洲駅・勝どき駅・銀座四丁目（銀座駅）・新橋より、業10系統
- 三ツ目通りに面しており、自動車の便は比較的良い。鉄道駅からはやや距離があるが、東京駅からの直行バスの運行が開始され、2000年には大江戸線の清澄白河駅が開業、2003年には半蔵門線の同駅が開業した[3]。2000年代半ばには、隅田川沿いに現代美術系のギャラリーが集積するようになっている。

## 歴史
- 1922年（大正11年） - 平和東京博覧会が東京で開催。
- 1926年（大正15年）5月1日 - 東京府美術館が開館。
- 1985年（昭和60年） - 東京都新美術館建設構想懇談会設立[3]。
- 1987年（昭和62年） - 建設委員会設置[3]。
- 1989年（平成元年）10月 - 木場公園の整備計画についての答申が出され同年同地への美術館建設が決定される[3]。
- 1995年（平成7年）3月18日 - オープン。翌19日から一般公開を開始した[3]。初代館長は嘉門安雄。
- 1996年（平成8年） - アンディ・ウォーホル展。
- 1997年（平成9年） - ポンピドー・コレクション展。
- 1999年（平成11年） - 荒木経惟展。第1回MOTアニュアル展。
- 2000年（平成12年） - 三宅一生展、菅井汲展、日本の美術29世紀展、ミレニアム国際美術展。
- 2001年（平成13年）2月 - 樋口広太郎（アサヒビール名誉会長）が館長に就任[4]。
- 2002年（平成14年） - フェラーリ&マセラティ展、5月8日 氏家齊一郎（日本テレビ会長）が館長に就任[4]。
- 2011年（平成23年）3月28日 - 氏家館長が亡くなる[5]。
- 2016年（平成28年）5月30日 - 大規模改修工事のため休館[6]。
- 2019年（平成31年）2月1日 - 岡素之が館長に就任[7]。
- 2019年（平成31年）3月29日 - リニューアルオープン。

## 問題

### 『ヘア・リボンの少女』購入問題
開館前、収蔵品としてロイ・リキテンスタインの代表的作品である油彩画『ヘア・リボンの少女』を高額（618万ドル、約6億円）で美術品購入基金より拠出し購入。このことに対し「漫画みたい」という声が新聞の見出しになり、「漫画のような絵を税金で買うとはどういうことか」と自治体による現代美術作品の購入をめぐって同作品がひとしきり都議会や世間の話題になった。作品収集の経緯や選考理由を専門的に説明して購入自体への批判は沈静化したが、矛先は行政サイド向けて購入に関する情報公開や作品収集の方法論へと論議は広がった。この問題では、美術的な価値や芸術の専門的論議とともに、美術市場の相場より高い値段で作品を購入した税金使途の不透明さが論点となった。

### 財政問題
総工費は415億円、そのうち軟弱地盤対策で105億円がかかった。開館当初は意欲的な企画展を数多く実施したものの、次第に集客力の弱さと赤字経営が批判されるようになった。
平成7年度には21億8900万円あった予算が平成11年度には14億2000万円、12年度には10億7000万円に減少した。予算も7年間凍結され収蔵品の購入がまったく行えなかった。
開館当初は財団法人東京都教育委員会が運営、東京都生涯学習文化財団を経て、2003年より東京都歴史文化財団が運営している。
2002年5月8日、日本テレビ放送網の氏家齊一郎会長が館長に就任した。この縁からスタジオジブリ関係の展覧会などが東京都現代美術館で開催されるようになり、集客や知名度が増加する便益があったが、これが今後の来客につながるのかどうか、現代美術コレクションや活動と何がどうつながるのかという批判や、自身の関係する日本テレビへの利益誘導であるとの批判もあった。その他、多くの学芸員が財団再編に伴い館を離れ、美術作品の新規購入費が一時全くなくなるなど、収集展示活動も長期停滞したが、2006年頃から美術品購入費が若干復活し、若手作家の比較的安価な作品を中心とした購入が再開されるなどの兆しもある。

### 石原知事の発言への批判
2006年4月20日、カルティエ現代美術財団コレクション展の開幕セレモニーに来賓として招かれた石原慎太郎都知事が現代美術について「無そのもの」「笑止千万」と発言したことに対して、フランスのフィガロ、リベラシオンは2004年に石原知事がフランス語について「国際語として失格」と発言したことも紹介し、ポピュリスト、国家主義者として批判する報道を行った。

### 閉館に関するデマ
『月刊ギャラリー』2013年4月号のコラム「評論の眼」において美術ジャーナリストの名古屋覚が当館の閉館が決定した旨を記した。しかし、『月刊ギャラリー』は閉館を否定し、記事は名古屋覚がエープリルフールのユーモアとして書いた評論文であると発表した。